# Tommo Inc.
Tommo és una companyia distribuïdora de videojocs amb seu a City of Industry, California, EUA. Fundada el 1989, Tommo va començar com una petita empresa de distribució de videojocs independent que distribuïa jocs importats. Avui Tommo, Inc és un editor mundial, llicenciant i fabricant de jocs i accessoris a través de múltiples plataformes d'entreteniment. Al juliol de 2013, Tommo va comprar Humongous Entertainment i més de 100 jocs clàssics pel procediment de fallida d'Atari.

## Videojocs
| Any       | Jocs                                     | Platforme(s)            | Editor | Distruïdor |
| --------- | ---------------------------------------- | ----------------------- | ------ | ---------- |
| 2002/2003 | Space Raiders                            | PlayStation 2, GameCube | Sí     | No         |
| 2006      | Jump Super Stars                         | Nintendo DS             | No     | Sí         |
| 2006      | Jump Ultimate Stars                      | Nintendo DS             | No     | Sí         |
| 2006      | Breath of Fire III                       | PlayStation Portable    | No     | Sí         |
| 2014      | Dragonsphere                             | Microsoft Windows, OS X | No     | Sí         |
| 2014      | Darklands                                | Microsoft Windows, OS X | No     | Sí         |
| 2014      | Sid Meier's Colonization                 | Microsoft Windows, OS X | No     | Sí         |
| 2014      | Sid Meier's Covert Action                | Microsoft Windows, OS X | No     | Sí         |
| 2014      | BloodNet                                 | Microsoft Windows, OS X | No     | Sí         |
| 2014      | Silent Service                           | Microsoft Windows, OS X | No     | Sí         |
| 2014      | Silent Service II                        | Microsoft Windows, OS X | No     | Sí         |
| 2014      | The UnderGarden                          | Microsoft Windows       | No     | Sí         |
| 2014      | Tycoon City: New York                    | Microsoft Windows       | No     | Sí         |
| 2014      | Deadlock: Planetary Conquest             | Microsoft Windows       | No     | Sí         |
| 2014      | Deadlock II: Shrine Wars                 | Microsoft Windows       | No     | Sí         |
| 2014      | Sid Meier's Pirates!                     | Microsoft Windows, OS X | No     | Sí         |
| 2014      | Pirates! Gold                            | Microsoft Windows       | No     | Sí         |
| 2014      | 7th Legion                               | Microsoft Windows       | No     | Sí         |
| 2014      | Sword of the Samurai                     | Microsoft Windows, OS X | No     | Sí         |
| 2014      | Rex Nebular and the Cosmic Gender Bender | Microsoft Windows, OS X | No     | Sí         |
| 2014      | B-17 Flying Fortress: The Mighty 8th     | Microsoft Windows       | No     | Sí         |
| 2014      | Slave Zero                               | Microsoft Windows       | No     | Sí         |
| 2014      | Redline                                  | Microsoft Windows       | No     | Sí         |
| 2014      | F-117A Nighthawk Stealth Fighter 2.0a    | Microsoft Windows       | No     | Sí         |